# هيرم هاريسون
هيرم هاريسون (بالإنجليزية: Herm Harrison)‏ هو لاعب كرة قدم كندية أمريكي، ولد في 1942، وتوفي في 2 نوفمبر 2013 في كالغاري في كندا.